# Вараручи
Вараручи (Vararuci) — индийский грамматик, один из «девяти драгоценных камней» при дворе легендарного индийского царя Викрамадитья в городе Удджайн (в числе их были поэты Калидаса и Гхатакарпара, лексикограф Амарасинга, астроном Варахамихира и др.).
Ему принадлежит первая грамматическая обработка пракрита: «Prâkrita-Prakâça». В индийской письменности он часто смешивается с другим учёным — Катьяяной (Kâtyâyana).
С. К. Булич относит время жизни автора «Prâkrita-Prakâça» к VI веку н. э.

## Издания «Prākrita Prakāśa»
- 1854 — издание и английский перевод санскритолога Э. Коуэлла (Гертф., 1854)[1];
- 1868 — 2-е изд. Лондон[1].